# 岩手佳代子
岩手 佳代子（いわて かよこ、1980年4月20日 - ）は、日本のフリーパーソナリティ、実業家。
宮城県気仙沼市出身。仙台市および気仙沼市在住。宮城県鼎が浦高等学校、仙台白百合短期大学卒。株式会社K's one代表。社団法人復興屋台村気仙沼横丁理事兼実行委員長。株式会社フカコラ美人代表取締役。株式会社kyc代表取締役。

## 来歴・人物
- 実家は「岩手園茶舗」という製茶メーカー[1]。剣道一級。フードアナリスト、トータルヘルスアドバイザーの資格を持っている。茶道、煎茶、着付けなども嗜む。
- 2003年（平成15年）、スポーツランドSUGO専属レースクイーンである「SUGOレースクイーン」を務めた。その後もSUGOナビゲーターとして広報やイベントの司会などを務めた。
- 2005年（平成17年）から2009年（平成21年）1月まで、東北楽天ゴールデンイーグルスのホームゲームの初代スタジアムDJを務めた。
- 2008年（平成20年）3月31日から2010年（平成22年）3月26日まで、産休のため降板した白澤奈緒子アナに代わり、「突撃!ナマイキTV」の司会を務めた。
- SENDAI光のページェント点灯式の司会や気仙沼みなとまつりの総合司会、藤崎(デパート)の初売りMCを毎年担当している他、携帯電話販売店の展開や保育園事業などの事業も行っている。
- 2010年（平成22年）より「みなと気仙沼大使」に任命された。
- 東日本大震災後、住民票を実家のある気仙沼市に戻し、現在は気仙沼市と仙台市を行来しながら活動している。
- 2012年2月、株式会社フカコラ美人を気仙沼市で創業。
- ダイドードリンコが仙台市周辺に設置している仙台弁おしゃべり機能付き自動販売機の声を担当している[2]。
- 姉がいる [3]。
- 2023年5月、医療関連企業を経営する一般男性と結婚。
- 2023年9月、マネージメント会社、株式会社kyc設立。代表取締役に就任。

## 出演番組

### テレビ
- K-NET（気仙沼ケーブルネットワーク）復興支援ニュース
- 東北大学コホート調査（CM）
- NHKスペシャル東日本大震災「“26兆円” 復興はどこまで進んだか」（2016年3月12日放送）

## 過去の出演番組
- 仙台放送「LOUDER」
- TBC「土曜お出かけ隊」
- TBCラジオ「午後はおまかせウキウキラジオ」
- Date fm「AIRJAMナイト」
- fmいずみ「岩手佳代子の一部」（パーソナリティ）（2006年1月〜2009年3月）
- ラジオ石巻「G☆ドリーム」（本間秋彦と出演）
- fmいずみ泉区民ふるさとまつり生中継MC
- Date fm　東日本大震災 復興支援番組「繋ごう明日へ」
- 広島ホームテレビ「アグレッシブですけど、何か」
- 復興屋台村気仙沼横丁のオープニングの際、OHバンデスの他、全国ネットのテレビおよびラジオ番組に中継やコメントで出演。
- 東日本放送「突撃!ナマイキTV」
- 金曜日の「デパスパ一番のり」のコーナーで藤崎からの生中継レポーター

## その他
- タウン情報誌「仙台おもせ」初代特別編集長